# Тюркские числительные
Числительные тюркских языков — система числовых обозначений, используемых в исторических и современных языках тюркской языковой семьи. В большинстве языков эти числительные совпадают и таким образом могут быть возведены на пратюркский уровень.

## Обозначения первого десятка (1—10)
| Арабские числа | Татарский     | Башкирский | Казахский     | Кыргызский | Турецкий | Азербайджанский | Узбекский | Чувашский | Якутский |
| -------------- | ------------- | ---------- | ------------- | ---------- | -------- | --------------- | --------- | --------- | -------- |
| 1              | ber (бер)     | бер        | бір (bır)     | бир        | bir      | bir             | bir       | пĕрре     | биир     |
| 2              | ike (ике)     | ике        | екі (ekı)     | эки        | iki      | iki             | ikki      | иккĕ      | икки     |
| 3              | öç (өч)       | өс         | үш (üş)       | үч         | üç       | üç              | uch       | виççĕ     | үс       |
| 4              | dürt (дүрт)   | дүрт       | төрт (tört)   | төрт       | dört     | dörd            | toʻrt     | тăваттă   | түөрт    |
| 5              | biş (биш)     | биш        | бес (bes)     | беш        | beş      | beş             | besh      | пиллĕк    | биэс     |
| 6              | altı (алты)   | алты       | алты (alty)   | алты       | altı     | altı            | olti      | улттă     | алта     |
| 7              | cide (җиде)   | ете        | жеті (jetı)   | жети*      | yedi     | yeddi           | yetti     | çиччĕ     | сэттэ    |
| 8              | sigez (сигез) | һигеҙ      | сегіз (segız) | сегиз      | sekiz    | səkkiz          | sakkiz    | саккăр    | аҕыс     |
| 9              | tuğız (тугыз) | туғыҙ      | тоғыз (toğys) | тогуз      | dokuz    | doqquz          | toʻqqiz   | тăххăр    | тоҕус    |
| 10             | un (ун)       | ун         | он (on)       | он         | on       | on              | oʻn       | вуннă     | уон      |

* — "ж" читать как [дж]
Реконструируются в следующем виде:
- bīr;
- ẹ(k)ki ~ i(k)ki 
  - в реконструкции О.А. Мудрака) ẹʼ(k)ki ~ ĭʼ(k)ki < ẹʼki ~ ĭʼki;
- üčə — после отделения булгарских üč;
- dȫrdə — после отделения булгарских dȫrt;
- bẹ̄łk(ə)— после отделения булгарских bẹ̄š;
- altu (alto?)
  - на невозможность реконструкции altï указывают чувашские рефлексы без палатализации;
- jẹti ~ jẹtti ~ jẹdti
  - у О.А. Мудрака ʒ'ĕddi (ʒ' = d') < ʒ'ēdi;
- se(k)k(i)ŕ — после отделения булгарских se(k)kiz
  - у О.А. Мудрака sĕgiř < segřə < sēgřə;
- do(q)q(u)ŕ — после отделения булгарских do(q)quz
  - у О.А. Мудрака do9uř < do9řə < dō9řə.

Для порядкового прилагательного от числительного 1 может образовываться супплетивная форма (например, от существительного baš 'голова, начало', а в чувашском ом/ум, в булгарском алем — от слова 'перед, лоб').
По данным булгарского языка восстанавливается супплетивная основа для порядкового прилагательного от числительного 2 (твирем/твирим, современное чувашское тепӗр и производные 'другой, второй, второй из двух').
Для числительного 5 восстанавливается также форма eʼt(ə) — булгарское етх '5' и ехтем 'пятый'.

## Обозначения десятков (10—90)
| Арабские числа | Татарский       | Башкирский | Казахский       | Кыргызский | Турецкий | Азербайджанский | Узбекский         | Чувашский                 | Якутский  |
| -------------- | --------------- | ---------- | --------------- | ---------- | -------- | --------------- | ----------------- | ------------------------- | --------- |
| 10             | un (ун)         | ун         | он (on)         | он         | on       | on              | oʻn [он]          | вуннă [ВУНно]             | уон       |
| 20             | egerme (егерме) | егерме     | жиырма (jiyrma) | жыйырма    | yirmi    | iyirmi          | yigirma [йигирма] | çирĕм [ЩИрем]             | сүүрбэ    |
| 30             | utız (утыз)     | утыҙ       | отыз (otyz)     | отуз       | otuz     | otuz            | o’ttiz [оттыз]    | вăтăр [ВОдор]             | отут      |
| 40             | qırıq (кырык)   | ҡырҡ       | қырық (qyryq)   | кырк       | kırk     | qırx            | qirq [кырк]       | хĕрĕх [ХЕрех]             | түөрт уон |
| 50             | ille (илле)     | илле       | елу (elu)       | элүү       | elli     | əlli            | ellik [элликь]    | аллă [Алло]               | биэс уон  |
| 60             | altmış (алтмыш) | алтмыш     | алпыс (alpys)   | алтымыш    | altmış   | altmış          | oltmish [алтмышь] | утмăл [УТмол]             | алта уон  |
| 70             | citmeş (җитмеш) | етмеш      | жетпіс (jetpıs) | жетимиш    | yetmiş   | yetmiş          | yetmish [йетмишь] | çитмĕл [ЩИТЬмель]         | сэттэ уон |
| 80             | siksän (сиксән) | һикһән     | сексен (seksen) | сексен     | seksen   | səksən          | sakson [сакьсан]  | сакăр вуннă [САгор ВУНно] | аҕыс уон  |
| 90             | tuqsan (туксан) | туҡһан     | тоқсан (toqsan) | токсон     | doksan   | doqsan          | to’qson [токсан]  | тăхăр вуннă [ТОхор ВУНно] | тоҕус уон |

- ōn — до отделения булгарских, возможно, ōnə — 10 ;
- ji/egirmi/e — 20
  - у О.А. Мудрака ʒ'ẹɣrəma;
- o(t)t(u)ŕ — после отделения булгарских o(t)tuz — 30
  - у О.А. Мудрака ŏʼtuŕ < ŏʼtŕə;
- qïr(ï)q — до отделения булгарских, возможно, qïr(ï)qə — 40;
- e(l)liɣ — 50
  - возможно, из etliɣ, откуда ittik в чагатайском;
- altmï/əł — после отделения булгарских altmïš — 60
  - на отсутствие гласного между t и m указывают рефлексы в различных языках, в том числе в чувашском;
- jetmi/əł — после отделения булгарских jetmiš — 70
  - на отсутствие гласного между t и m указывают рефлексы в различных языках, в том числе в чувашском (отсутствие палатализации);
- sekŕ ōn(ə) — после отделения булгарских sek(i)z ōn — 80
  - у О.А. Мудрака seks-en < segŕ-ōn;
- doqŕ ōn(ə) — после отделения булгарских doq(u)z ōn — 90
  - у О.А. Мудрака toqs-on < do9ŕ-ōn.

## Обозначения более крупных разрядов
| Арабские цифры | Татарский | Башкирский | Казахский | Кыргызский | Турецкий | Азербайджанский | Узбекский | Чувашский | Якутский |
| -------------- | --------- | ---------- | --------- | ---------- | -------- | --------------- | --------- | --------- | -------- |
| 100            | йөз       | йөҙ        | жүз (jüz) | жүз*       | yüz      | yüz             | yuz       | çĕр       | сүүс     |
| 1000           | мең       | мең        | мың       | миң        | bin      | min             | ming      | пин       | муҥ      |

* — "ж" читать как [дж]
- jǖŕ — после отделения булгарских jǖz — 100;
- bïŋ ~ biŋ — 1 000
  - на основании монгольских коррелятов — bïŋ;
- tümen — 10 000.

Названия кратных сотен (от 200 до 900) представляют собой сочетания числительных от 2 до 9 с числительным 100 и не сращиваются в одно слово.

### Конструкции предшествования
Для числительных второго и третьего десятков реконструируются особые способы сочетания — обозначение единицы (1—9) и после него разряда (20, 30), что отражается в древнетюркских текстах:
- bir je/iɣirmi — 11 (не 21);
- bir otuz — 21 (не 31).

Типологически это сопоставляется с конструкциями наподобие пять минут первого, что не совсем, однако, корректно, поскольку в тюркских немаркированными оказываются оба члена конструкции, тогда как в приведенной фразе из русского второй член употреблен в родительном падеже.